# Museo d'arte tipografica Portoghese

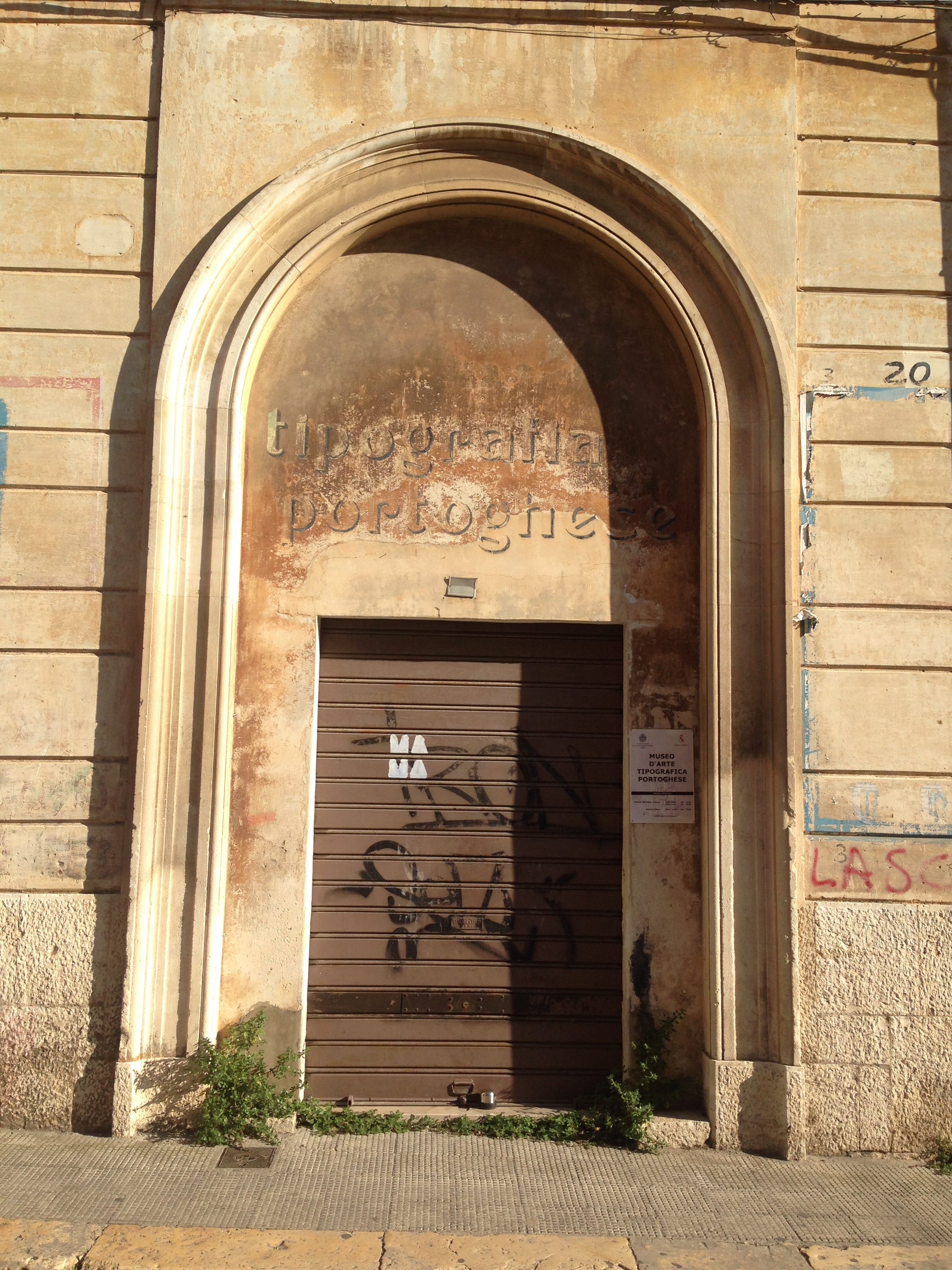
L'entrata del museo

Il Museo d'arte tipografica Portoghese è un museo situato nella città di Altamura (Bari), in via Scipione Ronchetti 2. Il museo è incentrato sulla storia della stampa e conserva alcune macchine antiche utilizzate nei secoli XIX e XX; è nato un decennio dopo la chiusura della storica "Tipografia Portoghese", dalla quale derivano la maggior parte delle macchine conservate.
Oltre alle macchine, il museo conserva anche i cosiddetti cliches (in parole povere, gli stampi) nonché manifesti e opuscoli storici sulle tematiche più disparate, come ad esempio la politica (stemmi e timbri politici) oppure le etichette per prodotti alimentari.

## Storia
Il museo è stato fondato nel febbraio 2010 con la nascita dell'omonima associazione, che si prefiggeva di valorizzare l'immenso patrimonio preservato dalla Tipografia Portoghese. L'omonima tipografia fu fondata nel 1891 dai fratelli Gaetano e Francesco Portoghese e nel 1893 trovò sede in alcuni ambienti del convento di Sant'Antonio di Altamura (già sede della "Scuola Speciale di Agricoltura" e dell'Orfanotrofio Simone-Viti-Maino). In seguito fu gestita da Filippo, figlio di Francesco e da Nicola Portoghese, figlio di Filippo e fu chiusa nell'anno 2000.
Il 27 febbraio 2018 il museo è stato oggetto di furto da parte di alcuni ladri, che erano riusciti a sottrarre alcuni cliches, poi ritrovati dai carabinieri sotto un ponte.
A dicembre 2019, una macchina conservata nel museo (una "Albert automatica" risalente al decennio 1950) è stata utilizzata per realizzare una stampa pregiata del manoscritto dello storico locale Vincenzo Vicenti dal titolo La leggenda del tradimento.